# Pfundmaß
Das Pfundmaß war ein deutsches Volumenmaß für Öl in Bremen. Verwendet wurde es zwischen 1818 und 1857 zum Verkauf im Kleinen von Öl und Tran.
- 1 Pfundmaß (Öl) = 27,8 Pariser Kubikzoll = 0,55152 Liter